# Амарант
Амара́нт, или щири́ца (лат. Amaránthus, от др.-греч. ἀμάραντος — неувядающий) — широко распространённый род преимущественно однолетних травянистых растений с мелкими цветками, собранными в густые колосовидно-метельчатые соцветия. Относится к семейству Амарантовые (Amaranthaceae). Известно более 100 видов, которые произрастают в тёплых и умеренных областях.
Такие виды, как Amaranthus caudatus, Amaranthus cruentus и другие являются древнейшими зерновыми культурами и разводятся в некоторых странах как сельскохозяйственная культура. В ряде стран (особенно в Восточной Азии) Amaranthus tricolor культивируется как овощное растение. Виды с насыщенно окрашенными листьями и свисающими соцветиями (Amaranthus caudatus, Amaranthus hypochondriacus, Amaranthus tricolor и другие) используются в декоративных целях. Некоторые виды амаранта (амарант запрокинутый, амарант голубоватый и другие) считаются сорняками.

## Название
Ботаническое название (др.-греч. ἀμαράντινος) происходит от др.-греч. ἀ- — не, μαραίνω — увядать и ἄνθος — цветок, и буквально означает «неувядающий цветок». Высушенный амарант может сохранять форму в течение 3—4 месяцев, поэтому нередко его сушат на зимнее время. За это в народе амарант прозвали «зимним другом людей».
Среди русских названий самое распространённое — щирица. Встречаются также названия: бархатник, аксамитник, петушиные гребешки, кошачий хвост, лисий хвост.

## Ботаническое описание

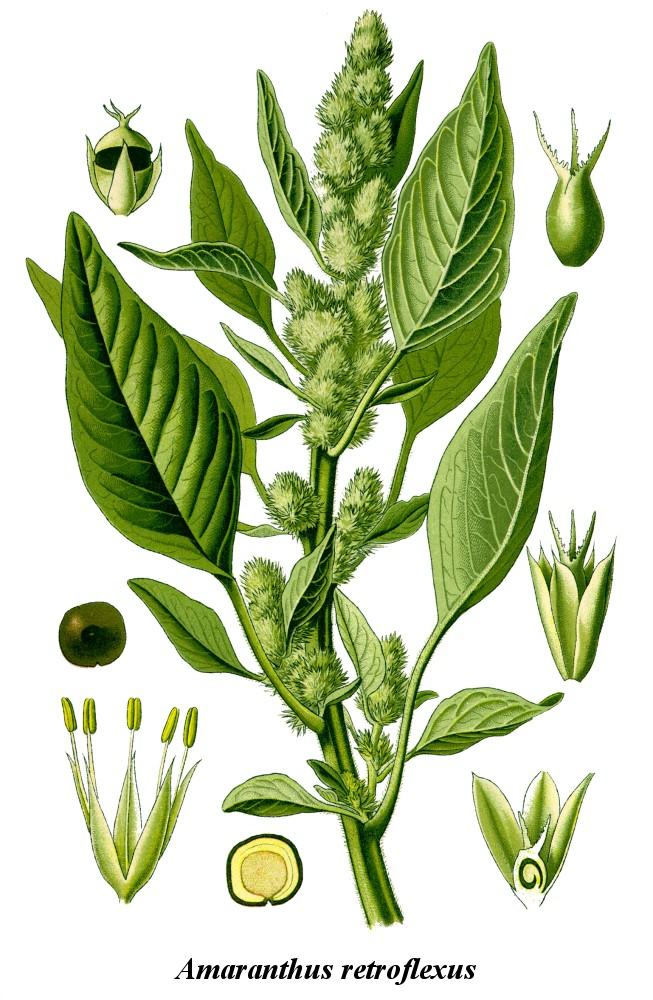
Амарант запрокинутый.

Стебли как простые, так и ветвистые.
Листья очередные, цельные (ромбовидные, ланцетовидные или яйцевидные), у основания вытянуты в черешок. Верхушка листа с выемкой и небольшим остриём.
Пазушные цветки расположены пучками; верхушечные собраны в густые колосовидные метёлки. Встречаются виды однодомные и двудомные.
Плод — коробочка. Одно растение даёт до полумиллиона мелких зёрен (1 000 штук весит 0,4 г).
Всё растение окрашено в зелёный, реже — в пурпурно-красный цвет.

## Распространение и экология
Амарант происходит из Южной Америки, где растёт наибольшее количество его видов, разновидностей и форм. Оттуда он был завезён в Северную Америку, Индию и другие места. Вторичным центром формообразования стали Северная Индия и Китай, где в настоящее время обитают множество видов амаранта.
Испанцы завезли семена амаранта в Европу, где его стали выращивать вначале как декоративное растение, а с XVIII века — возделывать как крупяную и кормовую культуру; при этом виды амаранта часто переопылялись, теряли ценные свойства и засоряли плодородные земли.

## Значение и применение
Амарант в течение 8 тысяч лет был одной из основных зерновых культур Южной Америки и Мексики («пшеница ацтеков», «хлеб инков»), наряду с бобами и кукурузой. После испанского завоевания Америки эта культура была забыта. В Азии амарант популярен среди горных племён Индии, Пакистана, Непала и Китая как зерновая и овощная культура.
Молодые листья амаранта похожи на шпинат. Они используются как в свежем виде, так и для приготовления горячих блюд. В пищу используют также и высушенные листья.
Амарант имеет значение как кормовая культура — многие культурные виды годятся на зерно, выпас, зелёную подкормку и силос. Зерно амаранта — ценный корм для домашней птицы. Крупный рогатый скот и свиньи хорошо поедают зелень и силос. Силос, приготовленный из амаранта, имеет приятный яблочный запах.

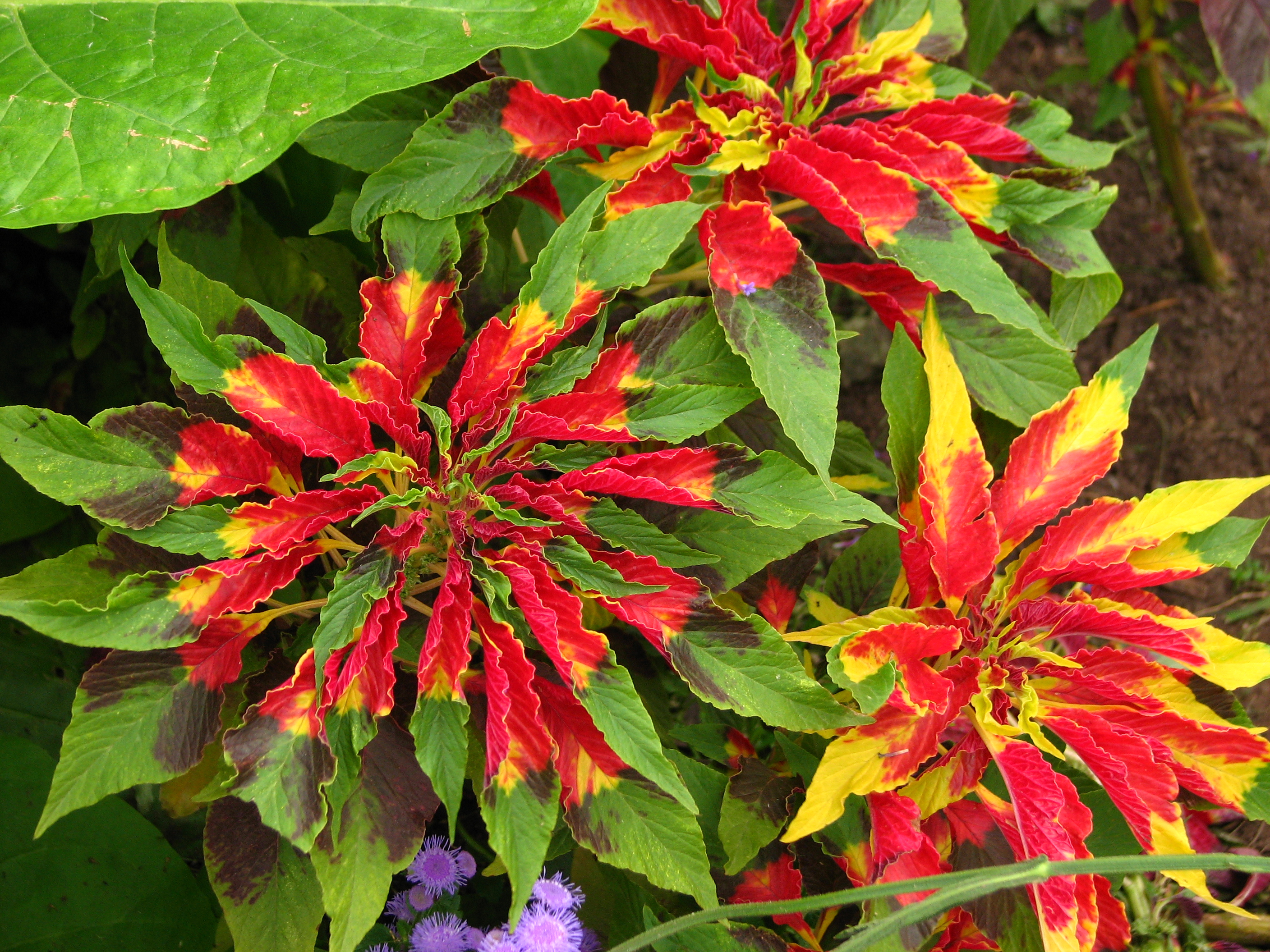
Амарант трёхцветный

В качестве декоративных растений культивируются четыре вида амаранта. Три из них относятся к цветочно-декоративным:
- Amaranthus cruentus L. [syn.  Amaranthus paniculatus — Амарант метельчатый]
- Amaranthus hypochondriacus L. — Амарант печальный
- Amaranthus caudatus L. — Амарант хвостатый

Один вид — Амарант трёхцветный (Amaranthus tricolor L.) — относится к лиственно-декоративным.
В народной медицине амарант может быть интересен как источник получения биологически активных веществ — амарантина, рутина, каротиноидов.
Амарант созревает через 4—5 недель после посева, а в защищённом грунте может давать урожай круглый год. Он может расти в условиях засухи и жары и на засолённых почвах.

## В культуре
После смерти Веспасиано Колонна (1480 — 13 марта 1528), графа Фонди и герцога Траетто, его жена Джулия Гонзага выбрала своим гербом цветок амаранта (наряду с девизом Non moritura — «Не собираюсь умирать»).
В настольной ролевой игре Vampire The Masquerade описано использование амаранта с чёрными цветками в качестве аналога чёрной метки. Посылка с цветком чёрного амаранта означала намерение сородича совершить диаблери − особый ритуал убийства вампира с поглощением его души.

## Виды
По информации базы данных The Plant List (2013), род включает 105 видов:
- Amaranthus acanthobracteatus Henr.
- Amaranthus acanthochiton Sauer
- Amaranthus × adulterinus Thell.
- Amaranthus albus L. — Амарант белый
- Amaranthus anderssonii J.T.Howell
- Amaranthus arenicola I.M.Johnst.
- Amaranthus asplundii Thell.
- Amaranthus atropurpureus Roxb.
- Amaranthus aureus F.Dietr.
- Amaranthus australis (A.Gray) Sauer
- Amaranthus bahiensis Mart.
- Amaranthus bigelowii Uline & W.L.Bray — Амарант Бигелоу
- Amaranthus blitoides S.Watson — Амарант жминдовидный
- Amaranthus blitum L. — Амарант голубоватый
- Amaranthus brandegeei Standl.
- Amaranthus brasiliensis Moq.
- Amaranthus brownii Christoph. & Caum — Амарант Брауна
- Amaranthus × budensis Priszter
- Amaranthus californicus (Moq.) S.Watson
- Amaranthus campestris Willd.
- Amaranthus cannabinus (L.) Sauer
- Amaranthus capensis Thell.
- Amaranthus caracasanus Kunth
- Amaranthus cardenasianus Hunz.
- Amaranthus caturus Roxb.
- Amaranthus caudatus L. typus[7] — Амарант хвостатый
- Amaranthus celosioides Kunth
- Amaranthus centralis J.Palmer & Mowatt
- Amaranthus chihuahensis S.Watson
- Amaranthus clementii Domin
- Amaranthus cochleitepalus Domin
- Amaranthus commutatus A.Kern.
- Amaranthus congestus C.C.Towns.
- Amaranthus crassipes Schltdl.
- Amaranthus crispus (Lesp. & Thévenau) A.Terracc.
- Amaranthus cruentus L.
- Amaranthus cuspidifolius Domin
- Amaranthus deflexus L.
- Amaranthus dinteri Schinz
- Amaranthus dubius Mart. ex Thell.
- Amaranthus fimbriatus (Torr.) Benth.
- Amaranthus floridanus (S.Watson) Sauer
- Amaranthus furcatus J.T.Howell
- Amaranthus globosa L.
- Amaranthus graecizans L.
- Amaranthus grandiflorus (J.M.Black) J.M.Black
- Amaranthus greggii S.Watson
- Amaranthus haughtii Standl.
- Amaranthus hunzikeri N.Bayón
- Amaranthus hybridus L. — Амарант гибридный
- Amaranthus hypochondriacus L. — Амарант печальный
- Amaranthus induratus C.A.Gardner ex J.Palmer & Mowatt
- Amaranthus interruptus R.Br.
- Amaranthus kloosianus Hunz.
- Amaranthus leptostachyus Benth.
- Amaranthus lepturus S.F.Blake
- Amaranthus lombardoi Hunz.
- Amaranthus looseri Suess.
- Amaranthus macrocarpus Benth.
- Amaranthus minimus Standl.
- Amaranthus mitchellii Benth.
- Amaranthus muricatus (Gillies ex Moq.) Hieron.
- Amaranthus × ozanonii Piszter
- Amaranthus pallidiflorus F.Muell.
- Amaranthus palmeri S.Watson
- Amaranthus paolii Chiov.
- Amaranthus paraguayensis Parodi
- Amaranthus parvulus Peter
- Amaranthus persimilis Hunz.
- Amaranthus peruvianus (Schauer) Standl.
- Amaranthus polygamus L.
- Amaranthus polygonoides L.
- Amaranthus polystachyus Willd.
- Amaranthus powellii S.Watson
- Amaranthus praetermissus Brenan
- Amaranthus pringlei S.Watson
- Amaranthus pumilus Raf.
- Amaranthus retroflexus L. — Амарант запрокинутый
- Amaranthus rosengurttii Hunz.
- Amaranthus roxburghianus H.W.Kung
- Amaranthus scandens L.f.
- Amaranthus scariosus Benth.
- Amaranthus schinzianus Thell.
- Amaranthus scleranthoides (Andersson) Andersson
- Amaranthus scleropoides Uline & W.L.Bray
- Amaranthus × soproniensis Priszter & Kárpáti
- Amaranthus sparganicephalus Thell.
- Amaranthus spinosus L.
- Amaranthus squamulatus (Andersson) B.L.Rob.
- Amaranthus standleyanus Parodi ex Covas
- Amaranthus tamariscinus Nutt.
- Amaranthus tamaulipensis Henrickson
- Amaranthus tenuifolius Willd.
- Amaranthus × texensis Henrickson
- Amaranthus thellungianus Nevski
- Amaranthus thunbergii Moq. — Амарант Тунберга
- Amaranthus tricolor L. — Амарант трёхцветный
- Amaranthus tuberculatus (Moq.) Sauer
- Amaranthus tucsonensis Henrickson
- Amaranthus urceolatus Benth.
- Amaranthus venulosus S.Watson
- Amaranthus viridis L.
- Amaranthus vulgatissimus Speg.
- Amaranthus watsonii Standl.
- Amaranthus wrightii S.Watson

Ещё значительное число видовых названий этого рода имеют в The Plant List (2013) статус unresolved name, то есть относительно этих названий нельзя однозначно сказать, следует ли их использовать как названия самостоятельных видов, либо их следует свести в синонимику других таксонов.
В Средней России встречаются 4 вида:
- Amaranthus albus L. — Амарант белый
- Amaranthus blitoides S.Wats. — Амарант жминдовидный
- Amaranthus blitum L. — Амарант голубоватый
  - Amaranthus blitum subsp. oleraceus (L.) Costea [syn.  Amaranthus lividus — Ширица голубоватая]
- Amaranthus retroflexus L. — Амарант запрокинутый